# Gnadau

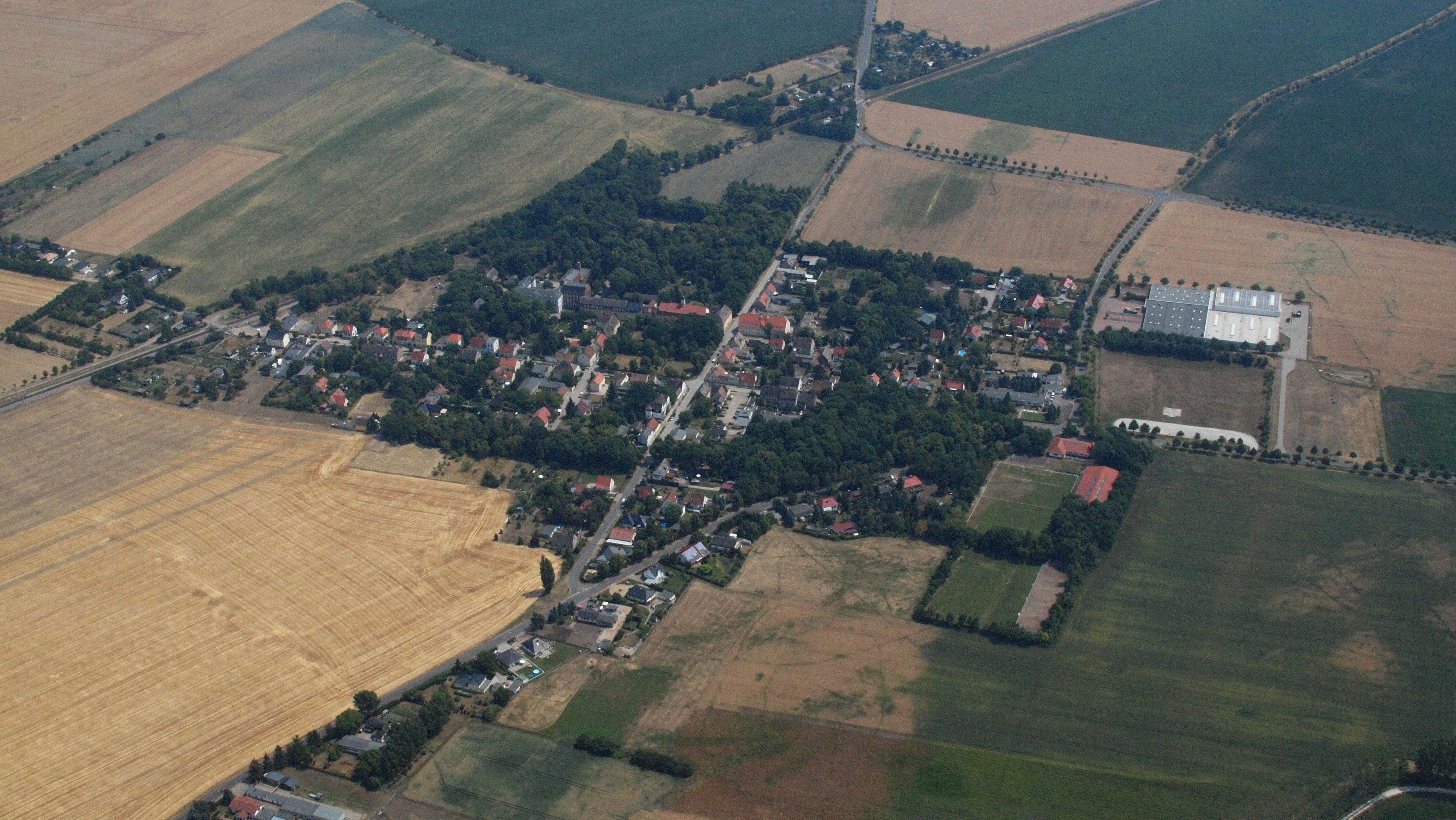
Gnadau, Luftaufnahme (2015)

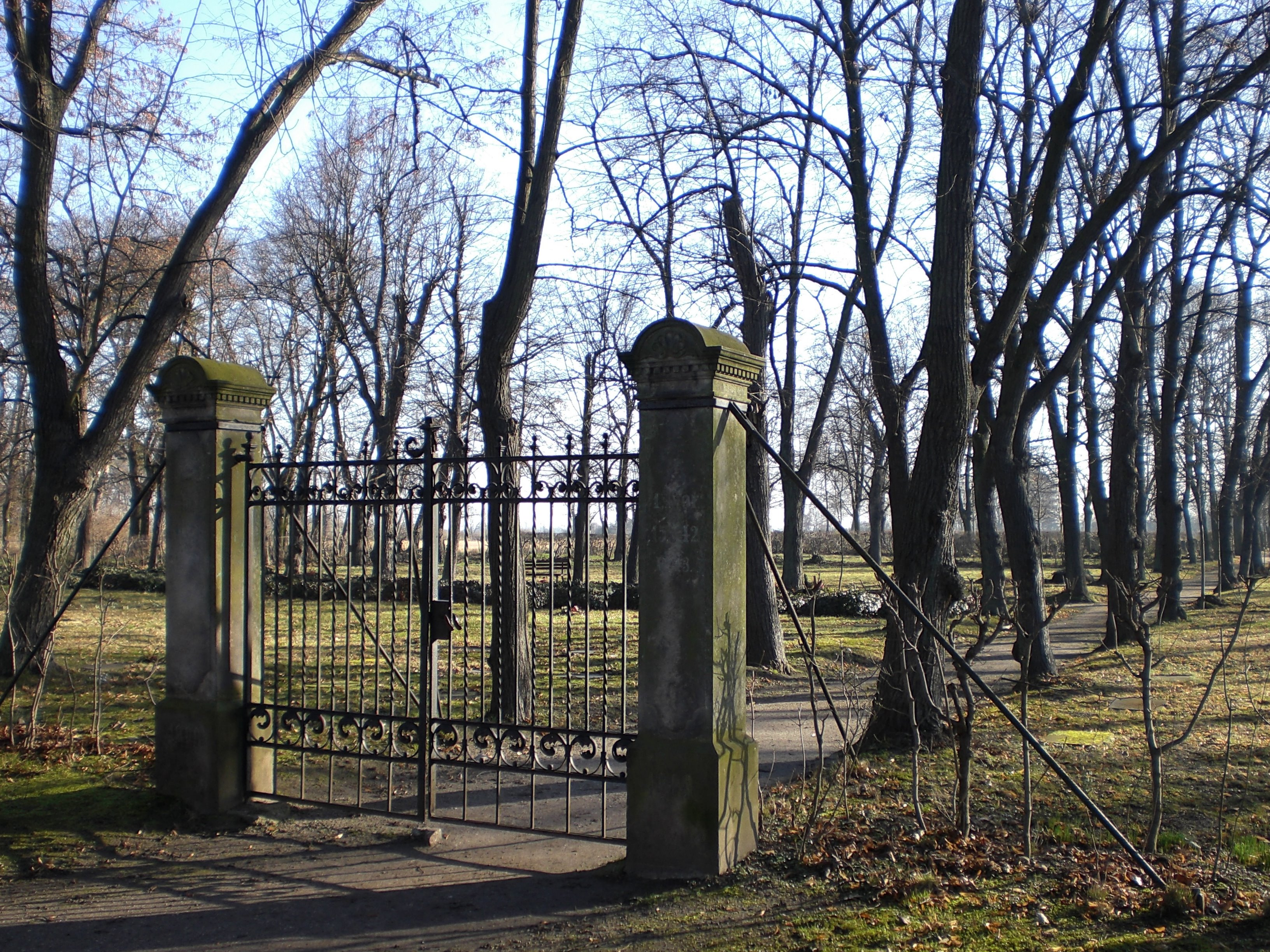
Friedhof von Gnadau

Gnadau ist ein Ortsteil der Stadt Barby im Salzlandkreis in Sachsen-Anhalt (Deutschland).

## Geografie
Gnadau liegt am Südostrand der Magdeburger Börde unweit der Elbe und in der Mitte des Städtedreiecks Schönebeck (Elbe)-Barby-Calbe (Saale). Die Umgebung von Gnadau ist weitgehend flach, das Ackerland ist wie im gesamten Bördegebiet sehr ertragreich.

## Geschichte

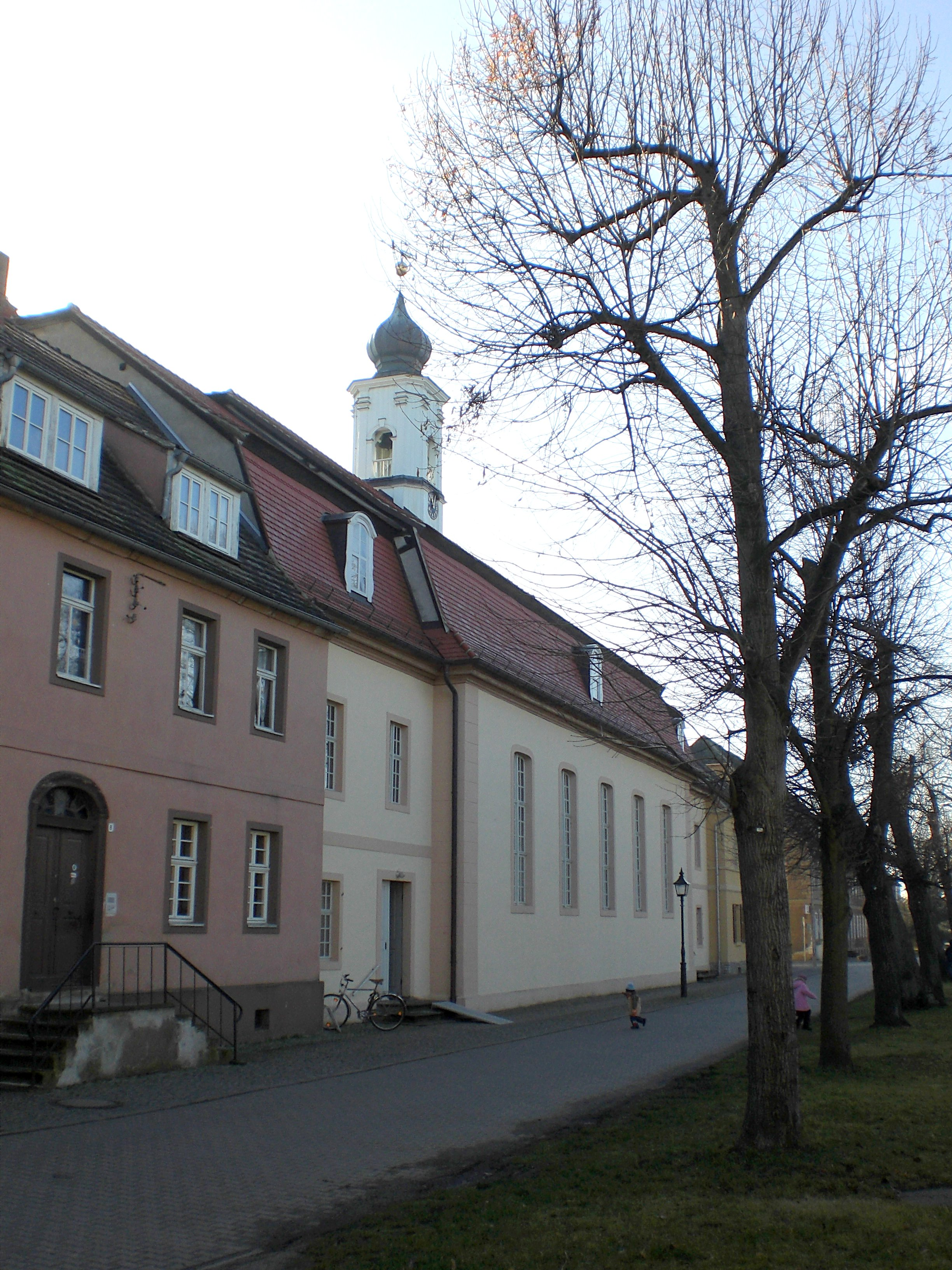
Gemeinsaal Gnadau, Seite zum Zinzendorfplatz

Gnadau ist im Gegensatz zu den anderen Orten der Region relativ jung. Die planmäßige Ortsanlage erfolgte 1767 auf dem Vorwerk Döben durch die Herrnhuter Brüdergemeine, eine aus dem Pietismus und der tschechischen Reformation entstandene christliche Glaubensbewegung. Im Frühjahr 1789 besuchte Alexander von Humboldt Gnadau und lobte die Herrnhuter Anlage.
Die Häuser und der Gemeinsaal (die "Kirche") gruppieren sich um einen zentralen kreuzförmig geteilten quadratischen Platz, dessen Anlage wegen der Schutzfunktion des Kreuzes religiös motiviert war und der den Namen des Gründers der Brüdergemeine trägt: Zinzendorf.
Ein für Religion und Politik bedeutsames Ereignis war die am 29. Juni 1841 in Gnadau durch Leberecht Uhlich erfolgte Gründung der Lichtfreunde-Bewegung, eine dem theologischen Rationalismus verpflichtete Gemeinschaft.
Vom 22. bis zum 24. Mai 1888 fand in Gnadau die Pfingstkonferenz der Gemeinschaftsbewegung statt. Es war eine für die Gemeinschaftsbewegung entscheidende Zusammenkunft, aus der der Gnadauer Verband hervorging, der am 27. Oktober 1897 in Berlin unter dem Namen Deutscher Verband für evangelische Gemeinschaftspflege und Evangelisation förmlich gegründet wurde.
Überregional bekannt war der Ort durch die von den Herrnhutern gegründeten Gnadauer Unterrichtsanstalten, aus denen eine Mädchenschule mit Internat hervorging. Hier wurden bis 1944 Schülerinnen aus ganz Deutschland unterrichtet. Nach der Schließung der Schule wurden die Anstaltsgebäude ab 1951 als kirchliches Alten- und Pflegeheim genutzt. Als Träger der Gnadauer Anstalten fungiert die Europäisch-Festländische Provinz, eine Provinz der weltweiten Brüder-Unität.
Am 1. September 2010 wurde Gnadau mit dem Ortsteil Döben nach Barby eingemeindet.
Gnadau nennt sich wegen der zahlreichen Grünanlagen „Parkgemeinde Gnadau“.

## Bauwerke und Denkmäler
Hervorzuheben sind der Gemeinsaal Gnadau, die 1780 erbaute Kirche des Orts, mit angrenzendem Friedhof, das Brüderhaus Gnadau, das Schwesternhaus Gnadau und das Neue Anstaltshaus.
Im Ortsteil Döben befindet sich die Dorfkirche Döben, welche heute nicht mehr als Kirche genutzt wird. Bemerkenswert sind dort auch mehrere Gutsgebäude.

## Politik
- Wg E-S-W: 7
- fraktionslos: 2

### Ortschaftsrat
Vorsitzender des Ortschaftsrats von Gnadau ist Andreas Gutsche (Wg E-S-W) und Stellvertreter ist Volker Brosius (fraktionslos).

## Sport
Der Reitverein organisiert mit seinem alljährlichen Ringreiten einen der sportlichen Höhepunkte im Jahr. 1973 wurde der örtliche Fußballverein gegründet (heute SG Gnadau 73 e. V.).

## Verkehrsanbindung

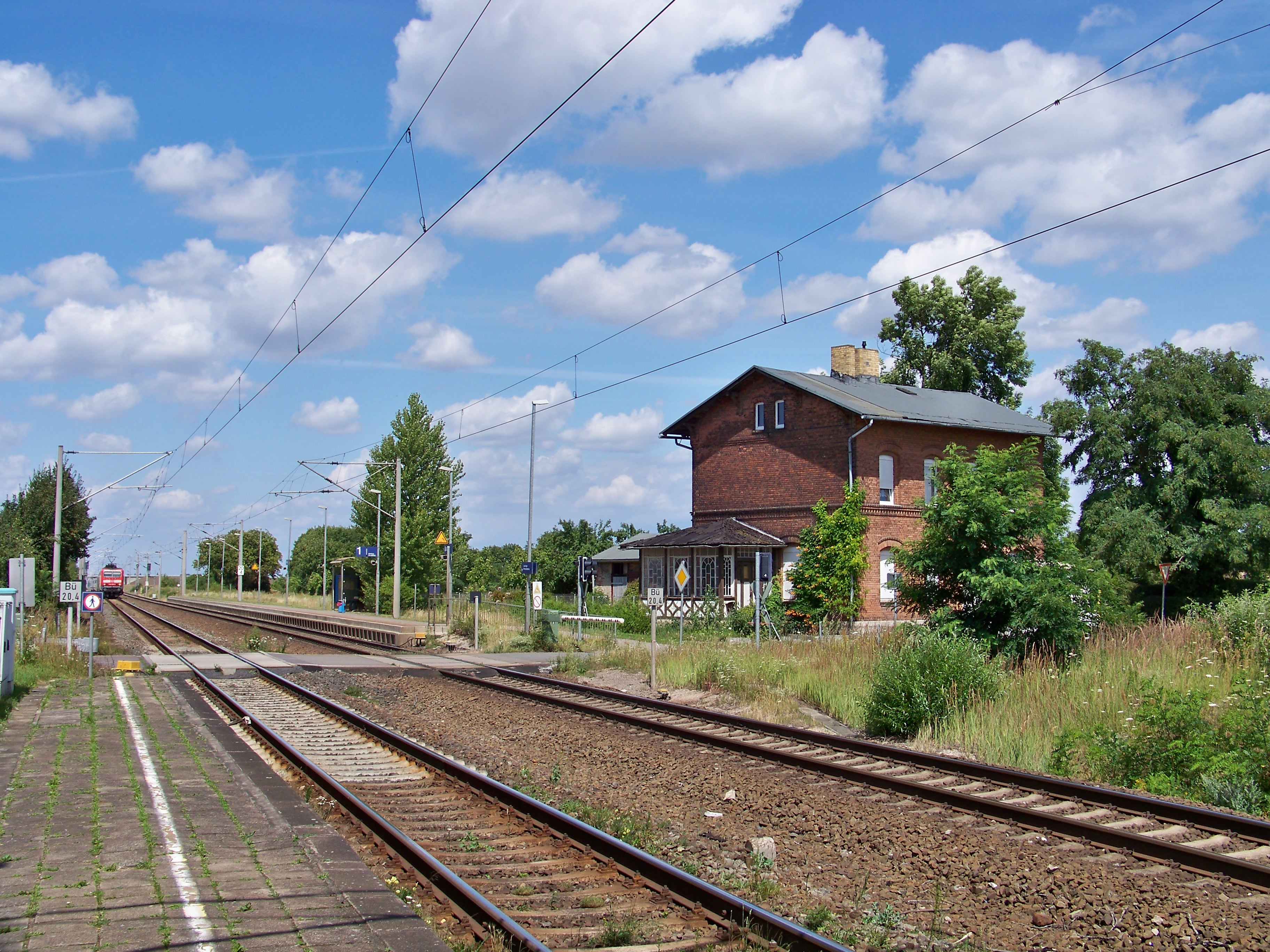
Haltepunkt Gnadau

Gnadau ist durch Landstraßen direkt mit Barby, Calbe (Saale) und Schönebeck (Elbe) verbunden.
Der Haltepunkt Gnadau liegt seit 1839 an der Strecke Magdeburg–Halle (Saale). Es bestehen jeweils stündliche Verbindungen in diese beiden größten Städte des Landes. Die Bahnsteige wurden von 2015 bis 2017 erneuert, wodurch seitdem ein barrierefreier Zustieg möglich ist.
Unmittelbar nördlich von Gnadau befindet sich der Flugplatz Schönebeck-Zackmünde. Er wird von Segelfliegern, Fallschirmspringern und Privatfliegern genutzt. Der ICAO-Code für diesen Flugplatz lautet EDOZ.

## Persönlichkeiten
In Gnadau geboren wurden:
- Johann Gustav Grunewald (1805–1878), deutsch-amerikanischer Maler
- Woldemar Friedrich (1846–1910), Maler und Illustrator
- Walter Gammert (1902–1996), Kaufmann und Fabrikdirektor
- Herwig Hafa (1910–2000), evangelischer Theologe und Publizist

Auf andere Weise mit Gnadau verbunden sind:
- Christoph Kersten, Missionar in Suriname, starb 1796 in Gnadau.
- Lewis David von Schweinitz (1780–1834), arbeitete 1808 bis 1812 als Vorsteher der ledigen Männer der Herrnhuter Brüdergemeine in Gnadau.
- Adolf Mittag (1833–1920), Unternehmer und Mäzen. Er besuchte vor 1853 die Handelsschule in Gnadau.
- Maria Heyde, eine Missionarin in Indien, starb 1917 in Gnadau.
- Paul König (1867–1933), Kapitän, starb 1933 in Gnadau.